# Ectropis bacoti
Ectropis bacoti är en fjärilsart som beskrevs av Tutt 1905. Ectropis bacoti ingår i släktet Ectropis och familjen mätare. Inga underarter finns listade i Catalogue of Life.